# Algebraische Varietät
In der klassischen algebraischen Geometrie, einem Teilgebiet der Mathematik, ist eine algebraische Varietät ein geometrisches Objekt, das durch Polynomgleichungen beschrieben werden kann.

## Definitionen

### Affine Varietäten
Es sei {\displaystyle K} ein fester, algebraisch abgeschlossener Körper.
Eine affine algebraische Menge ist eine Teilmenge eines affinen Raums {\displaystyle K^{n}}, die die Form
{\displaystyle \{x\in K^{n}\mid f_{1}(x)=\dotsb =f_{k}(x)=0\}}
für eine (endliche) Menge {\displaystyle \{f_{1},\dotsc ,f_{k}\}} von Polynomen in {\displaystyle K[X_{1},\dotsc ,X_{n}]} hat. (Hilberts Basissatz sagt aus, dass man jedes unendliche System von Polynomgleichungen durch ein dazu äquivalentes mit endlich vielen Gleichungen ersetzen kann.)
Eine affine Varietät ist eine irreduzible affine algebraische Menge, d. h. eine nichtleere algebraische Menge, die nicht die Vereinigung zweier echter algebraischer Teilmengen ist.
Die algebraischen Teilmengen einer affinen Varietät können als abgeschlossene Mengen einer Topologie aufgefasst werden, der Zariski-Topologie. Eine quasi-affine Varietät ist eine offene Teilmenge einer affinen Varietät.
Für eine Menge {\displaystyle Z\subseteq K^{n}} sei {\displaystyle I(Z)} das Verschwindungsideal, also das Ideal aller Polynome, die auf ganz {\displaystyle Z} verschwinden:
{\displaystyle I(Z)=\{f\in K[X_{1},\dotsc ,X_{n}]\mid f(x)=0\ \mathrm {f{\ddot {u}}r\ alle} \ x\in Z\}}
Der Koordinatenring einer affinen Varietät {\displaystyle V} ist der Quotientenring
{\displaystyle K[V]:=K[X_{1},\dotsc ,X_{n}]/I(V)}.
Es werden also solche Polynome miteinander identifiziert, die als Funktion auf {\displaystyle V} übereinstimmen.
Der Quotientenkörper von {\displaystyle K\left[V\right]} ist der Körper der rationalen Funktionen {\displaystyle K(V)}.

### Projektive Varietäten
In manchen Zusammenhängen zeigen affine Varietäten kein gutes Verhalten, da „Punkte im Unendlichen“ fehlen. Projektive Varietäten sind hingegen vollständig. Diese Tatsache spiegelt sich zum Beispiel im Satz von Bézout wider, der für die Anzahl der Schnittpunkte projektiver ebener Kurven eine exakte Formel liefert, für affine ebene Kurven hingegen nur eine Abschätzung.
Es sei {\displaystyle P^{n}} der {\displaystyle n}-dimensionale projektive Raum über dem Körper {\displaystyle K}. Für ein homogenes Polynom {\displaystyle f\in K[X_{0},\dotsc ,X_{n}]} und einen Punkt {\displaystyle x=[x_{0}:\dotsc :x_{n}]} ist die Bedingung {\displaystyle f(x_{0},\dotsc ,x_{n})=0} unabhängig von den gewählten homogenen Koordinaten von {\displaystyle x}.
Eine projektive algebraische Menge ist eine Teilmenge des projektiven Raumes, die die Form
{\displaystyle \{x\in P^{n}\mid f_{1}(x)=\dotsb =f_{k}(x)=0\}}
für homogene Polynome {\displaystyle f_{1},\dotsc ,f_{k}} in {\displaystyle K[X_{0},\dotsc ,X_{n}]} hat.
Eine projektive Varietät ist eine irreduzible projektive algebraische Menge.
Auch auf projektiven Varietäten wird die Zariski-Topologie so definiert, dass die abgeschlossenen Mengen genau die algebraischen Teilmengen sind. Eine quasi-projektive Varietät ist eine offene Teilmenge einer projektiven Varietät.
Für eine projektive algebraische Menge {\displaystyle Z\subseteq P^{n}} sei {\displaystyle I(Z)} das Verschwindungsideal, also das Ideal, das durch die homogenen Polynome, die auf ganz {\displaystyle Z} verschwinden, erzeugt wird. Der homogene Koordinatenring einer projektiven Varietät {\displaystyle V} ist der Quotientenring {\displaystyle K[X_{0},\dotsc ,X_{n}]/I(Z)}.

## Morphismen affiner Varietäten
Sind {\displaystyle V\subset K^{m},W\subset K^{n}} affine Varietäten, dann ist eine Abbildung {\displaystyle \phi \colon V\rightarrow W} ein Morphismus von {\displaystyle V} nach {\displaystyle W}, wenn es eine polynomiale Abbildung {\displaystyle \Phi \colon K^{m}\rightarrow K^{n}} mit {\displaystyle \Phi \mid _{V}=\phi } gibt.
Ein Morphismus {\displaystyle \phi } ist ein Isomorphismus, wenn es einen Morphismus {\displaystyle \psi \colon W\rightarrow V} mit {\displaystyle \phi \circ \psi =\mathrm {id} _{W},\psi \circ \phi =\mathrm {id} _{V}} gibt.

## Dimension
Die Krulldimension einer algebraischen Varietät {\displaystyle V} ist die größte Zahl {\displaystyle n}, so dass eine Kette {\displaystyle Z_{0}\subsetneq Z_{1}\dotsb \subsetneq Z_{n}} irreduzibler abgeschlossener Teilmengen von {\displaystyle V} existiert.
Die Dimension einer affinen Varietät ist gleich der Dimension ihres Koordinatenringes. Die Dimension einer projektiven Varietät ist um Eins kleiner als die Dimension ihres homogenen Koordinatenringes.

## Singularitäten
Ein Punkt {\displaystyle x} einer algebraischen Varietät oder allgemeiner eines Schemas heißt singulär (bzw.: ist eine Singularität), wenn der zugehörige lokale Ring nicht regulär ist. Für abgeschlossene Punkte algebraischer Varietäten ist dies äquivalent dazu, dass die Dimension des Zariski-Tangentialraumes größer als die Dimension der Varietät ist.
Als Auflösung der Singularitäten einer Varietät {\displaystyle V} bezeichnet man eine nicht-singuläre Varietät {\displaystyle W} mit einem eigentlichen birationalen Morphismus {\displaystyle f\colon W\rightarrow V}.